# Gazeta Bydgoska
Gazeta Bydgoska – polski dziennik ukazujący się w Bydgoszczy w latach 1922–1933, zastąpiony następnie przez Kurier Bydgoski; druga pod względem popularności gazeta codzienna w Bydgoszczy w dwudziestoleciu międzywojennym.

## Historia
Pierwsze pismo codzienne nazywane „Gazetą Bydgoską” było wydawane w okresie Księstwa Warszawskiego. Czasopismo to istniało od początku 1810 r. do kwietnia 1811 r. i stanowiło etap rozwoju pierwszej gazety bydgoskiej – Dziennika Doniesień Rządowych i Prywatnych Departamentu Bydgoskiego.
Pierwotnie sądzono, że kolejne pismo pod nazwą „Gazeta Bydgoska” zaczął wydawać w styczniu 1898 polski działacz narodowy Stanisław Tomaszewski. Jednak represje wytoczone wydawcy przez władze pruskie, w tym kilkaset rozpraw sądowych i grzywna 6 tys. marek przesądziły, iż „Gazeta Bydgoska” w 1901 przestała się ukazywać. Tymczasem ostatnie ustalenia Marka K. Jeleniewskiego dowodzą, że Tomaszewski wydawał „Gazetę Bydgoską” w latach 1895–1902.
Kolejny raz założono „Gazetę Bydgoską” w lipcu 1922 r. jako organ prasowy Narodowej Demokracji. Pismo to konkurowało z „Dziennikiem Bydgoskim” (organem Chrześcijańskiej Demokracji) rozchodząc się w skromniejszej liczbie egzemplarzy na terenie województw: poznańskiego i pomorskiego. W 1929 r. dzienny nakład gazety liczył 1,4 tys. i pochodził z Drukarni Polskiej w Bydgoszczy.
Obowiązki redaktorów pisma sprawowali: Włodzimierz Kozłowski, Aleksander Błażejowski, Ferdynand Śliwiński, Andrzej Polak, Stanisław Lubicz-Lewandowski, Kazimierz Marycha, Stanisław Kapkowski. „Gazeta” należała do koncernu prasowego „Kurier Poznański”, była drugim co do wielkości dziennikiem bydgoskim, a redakcja manifestowała program solidarności z linią Stronnictwa Narodowego. Opozycyjna postawa redaktorów wobec sanacji, a także Józefa Piłsudskiego, była powodem konfliktów z władzą, co prowadziło do konfiskat pisma i wyroków sądowych. Gazeta dysponowała stałą szpaltą literacką prezentującą nowości z zakresu powieści, drukowała klasyków polskich i obcych. Problematyce artystycznej poświęcono stałą rubrykę kulturalną, informującą o wydarzeniach w mieście, regionie i kraju. Przez łamy „Gazety” przewinęło się wielu głośnych publicystów, prozaików i poetów, m.in. Adam Grzymała-Siedlecki, Gabriel Henner, Henryk Kuminek, Witold Bełza.
W 1922 r. redakcja pisma rozpoczęła druk ballad Hennera Stara Bydgoszcz w pieśni, a w 1931 r. ukazywały się na jego łamach Sonety bydgoskie Stanisława Helsztyńskiego.
Redakcja często angażowała się w spory i polemiki na tle poglądów polityczno-społecznych, szczególnie z „Dziennikiem Bydgoskim”.
W 1930 r. pismo zmieniło nazwę na „Gazeta Bydgoska – Kurier Bydgoski”, a w czerwcu 1933 r. zmieniło właściciela, linię polityczną i nazwę na „Kurier Bydgoski”.